# ジャガー・XK180
ジャガー・XK180 (Jaguar XK180) は、XKの50周年を記念して製造されたコンセプトカーである。

## 概要
XK180は1950年代のCタイプとDタイプからインスピレーションを受けて、ジャガーのスペシャルビークルオペレーションズ部門(SVO)によって10ヶ月かけて設計された。
ボディはアルミニウム製で、何度もジャガーとコラボしてきたアビーパネルズによって製造された。XK180は2台製造され、1台は右ハンドル、もう1台は左ハンドルが製造され、どちらもオープンモデルであった。

エンジンは4.0L スーパーチャージャー付きV型8気筒を搭載し、最高出力456PS (336kW; 450bhp)、最大トルク603Nm (445lb-ft)を発揮する。トランスミッションはメルセデス製5速ATを搭載し、後輪を駆動する。最高速度は290km/hと発表されている。0-100km/hは4.5秒、1/4マイルは13.5秒。

### ブレーキ
ブレーキはブレンボ製で、フロント355.6mm、リア304.8mmを装着している。

### ホイールとタイヤ
ホイールはBBS製、タイヤはピレリP Zeroで、フロントが265/35 ZR20 P Zero Direzionale、リアが285/30 ZR20 P Zero Asimmetricoを装着している。1998年に製造された右ハンドルの個体はBBS Parisホイールが装着され、1999年に製造された左ハンドルの個体にはBBS Detroitホイールが装着されている。

## レプリカ
オランダのAutobedrijf de Koning BVはXJS/XK8/XKRをベースに、XK180のレプリカを製造している。
2017年にはXJ-SCのシャーシをベースに製造され、23万5000ユーロで販売された。最高出力は230PS (172kW)を発揮する。

## 参照
1. ↑   https://jaguarenthusiasts.club/en/jaguar-xk-180/
2. ↑  https://www.thedrive.com/article/16080/jaguar-xk180-concept-replica-will-put-a-dent-in-your-wallet
3. ↑  https://www.topgear.com/car-news/concept/we-cant-believe-jaguar-didnt-build-xk180
4. ↑  https://www.drive.com.au/caradvice/design-review-jaguar-xk180-concept-1998/
5. ↑  https://www.topgear.com/car-news/concept/we-cant-believe-jaguar-didnt-build-xk180
6. ↑  https://www.roadandtrack.com/new-cars/first-drives/reviews/a5944/jaguar-xk-180-drive-flashback/
7. ↑  “We can't believe Jaguar didn't build the XK180” (英語). Top Gear (2017年4月10日). 2018年12月5日閲覧。
8. ↑  https://www.coys.co.uk/cars/jaguar-xk180-concept-evocation